# Schwarzwaager Kotten
Der Schwarzwaager Kotten, auch Rheinfurtherkotten genannt, war ein Schleifkotten an der Wupper in der Bürgermeisterei Burg, die heute ein Stadtteil der bergischen Großstadt Solingen ist.

## Lage
Der Schwarzwaager Kotten befand sich in abgeschiedener Lage im Westen der früher selbstständigen Stadt Burg an der Wupper. Dort befand er sich in der sogenannten Schwarzewogsaue in der Wupperbiegung westlich von Unterburg, auf dem heutigen Abschnitt zwischen dem Kindergarten und dem Klärwerk Burg des Wupperverbands. Dieser Ort wird bis heute Burg Aue genannt; eine Bezeichnung, die auch eine nahe gelegene Bushaltestelle trägt. Etwas nördlich der Wüstung des Kottens verläuft die Landesstraße 407 zwischen Burg und der Krahenhöhe. Südlich befindet sich die Sengbachtalsperre. Von der einstigen Schleifkottenanlage ist heute nichts mehr erhalten.:93 Die Stelle befindet sich heute im Naturschutzgebiet Tal- und Hangbereiche der Wupper mit Seitenbächen.
Benachbarte Orte sind bzw. waren (von Nord nach West): Burger Höhe, Wiesenkotten, Unter- und Oberburg, Angerscheid, Höhrath, Strohnerhöh und Strohn.

## Etymologie
Der Ortsname ist abgeleitet von dem Familiennamen Schwarz und dem Ausdruck Waag oder Woog für Stauteich.

## Geschichte
Der Kotten entstand vor 1715. In dem Kartenwerk Topographia Ducatus Montani von Erich Philipp Ploennies, Blatt Amt Bornefeld, aus dem Jahre 1715 ist der Kotten ohne Namen westlich der Burger Walkmühle verzeichnet. 
Die Topographische Aufnahme der Rheinlande von 1824 verzeichnet den Kotten hingegen nicht, die Preußische Uraufnahme von 1844 verzeichnet den Ort als Kgl.
Der Schwarzwaager Kotten gehörte nach Gründung der Mairien und späteren Bürgermeistereien zur Bürgermeisterei Burg, die im Jahre 1856 das Stadtrecht erhielt. Im Jahr 1816 ist der als Rheinfurtherkotten bezeichnete Ort eine der damals sieben Ortslagen der Bürgermeisterei Burg. Im Jahr 1832 ist der als Schwarzwagerkotten bezeichnete Ort eine der damals neun Ortslagen der Bürgermeisterei. Vor 1864 brannte der Kotten nieder und der Ort fiel brach.:1 Die nach ihm benannte Schwarzewogsaue blieb ein bevorzugtes Fischereigebiet.:93
Die in Burg bis heute gebräuchliche Flurbezeichnung Schwarzewogsaue bzw. Aue ist von diesem Ort abgeleitet.